# Vagon treće klase
Vagon treće klase (fr. Le Wagon de troisième classe) je slavno ulje na platnu francuskog realističkog slikara Honoréa Daumiera koje je naslikao u dvije gotovo identične verzije 1862. i 1864. godine. Prva se nalazi u Nacionalnoj galeriji Kanade u Ottawi od 1946. god., a druga, navodno nedovršena, nalazi se u Metropolitan muzeju u New Yorku od 1929. godine. Naime, temi sirotinjskog javnog prijevoza Daumier se više puta vraćao u svom životu i prikazao ju je u nekoliko crteža, litografija i slika, a ova je najslavnija od njih.
Za razliku od Courbeta i drugih realista, Daumier je često prikazivao urabe prizore, kao što je slučaj s brojnim njegovim litografijama. Tako je u svojim ranim radovima crtao antimonarhijske karikature u kojima je kritizirao kralja Luja-Filipa, ali ga je državna cenzura od 1835. godine prinudila da se posveti više nepolitičkim, socijalnim i kulturnim temama. Iako pariškoj publici poznat po svojim crtežima i karikaturama, koje su se redovito objavljivale u novinama, tijekom posljednje decenije života Daumier se potpuno posvetio slikarstvu uljenim bojama. Njegova slavna slika „Vagon treće klase” prikazuje unutrašnjost velikog vagona kojega su pariškim ulicama vukli konji duž novog Haussmannovog bulevara koji je predstavljao novi razvoj grada. Daumier smješta gledatelja u sirotinjski dio vagona, nasuprot brižne bake, njezine kćerke i njezino dvoje unučadi. Iako prizor ima visoku razinu intimnosti i jedinstva obitelji, oni su fizički i mentalno odvojeni od ostalih putnika više klase, čije glave izviruju iza njih. Nadalje, Daumierova slika je uznemirujuća, ne toliko zbog prikazane bijede likova u sirotinjskoj odjeći, nego snagom optužujućeg pogleda starice u prvom planu. No, istovremeno Daumier je prikazao prisnu obitelj koja se drži zajedno usprkos velikom prostoru za njih, dok je iza njih viša klasa zbijena i pati u nedostatku prostora.